# Porutjik Kisje
Porutjik Kisje (russisk: Поручик Киже, da.: Løjtnant Kisje) er en sovjetisk satirisk komediefilm fra 1934 instrueret af Aleksandr Fajntsimmer.

## Medvirkende
- Mikhail Jansjin som Pavel I
- Boris Gorin-Gorjainov som Von Pahlen
- Nina Sjaternikova som Gagarina
- Sofija Magarill
- Erast Garin som Koblukov